# Aklim
Aklim (arabiska: اكليم) är en stad i Marocko. Den ligger i provinsen Berkane och regionen Oriental, 400 km öster om huvudstaden Rabat. Antalet invånare var 9 695 vid folkräkningen 2014.